# Округ Џеферсон (Охајо)
Округ Џеферсон (енгл. Jefferson County) је округ у америчкој савезној држави Охајо.

## Демографија
По попису из 2010. године број становника је 69.709, што је 4.185 (-5,7%) становника мање него 2000. године.
| Група             | 2000.          | 2010.          |
| Белци             | 68.049 (92,1%) | 63.519 (91,1%) |
| Афроамериканци    | 4.200 (5,7%)   | 3.879 (5,6%)   |
| Азијати           | 247 (0,3%)     | 288 (0,4%)     |
| Хиспаноамериканци | 459 (0,6%)     | 773 (1,1%)     |
| Укупно            | 73.894         | 69.709         |